# Sport d'hiver
Pour l’article ayant un titre homophone, voir Sports divers.
Pour un article plus général, voir Sport.

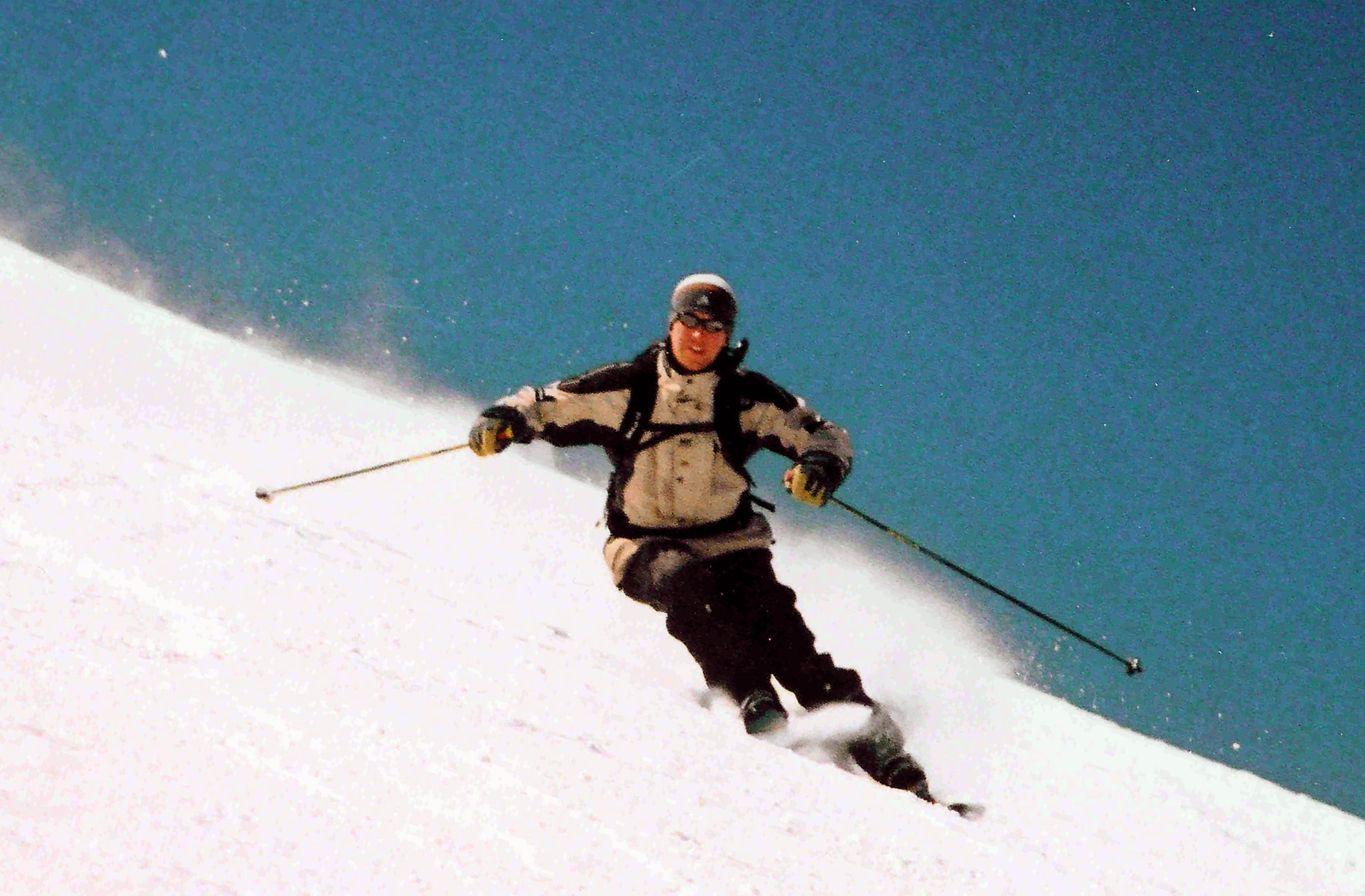
Pratiquant de sport d’hiver

L'expression sports d'hiver est apparue à la fin du XIXe siècle pouvant alors désigner les sports pratiqués l'hiver (le ski, le patin à glace ou encore le bobsleigh) ou « ceux pratiqués exclusivement l'hiver en raison des conditions météorologiques, glace, neige, indispensables à son fonctionnement ». C'est la deuxième définition qui est aujourd'hui retenue avec pour origine le « modèle sportif s'appliquant aux activités physiques pratiqués dans les pays de neige et de glace, invention des gens du Nord c'est-à-dire l'Europe et l'Amérique du Nord avec un rôle prépondérant des Anglais dans la définition des sports ».

## Histoire

### Origines
Le patinage artistique est un des premiers sports codifiés en Europe.
L'histoire des sports d'hiver commerciaux pourrait avoir commencé dans les années 1860 quand l'hôtelier Johannes Badrutt à Saint-Moritz qui réussit en 1885 à faire revenir ses touristes anglais pendant la morte saison en leur proposant de faire de la luge, du patin à glace ou du ski. Il propose à des clients fidèles l'été de revenir en hiver, leur promettant de rembourser leurs vacances s'ils ne passent pas un bon moment : les Britanniques sont ravis et la station commence à être reconnue pour ses activités hivernales.

### Débuts aux Jeux olympiques
Le patinage artistique est au programme provisoire des Jeux olympiques de 1896 et de 1900, sans y être inclus. Les Jeux olympiques de 1908, à Londres, qui se déroulent d'avril à octobre 1908, voient l'édition d'automne inclure le rugby, le football, la boxe mais également le patinage artistique. En parallèle, les Jeux nordiques sont organisés à partir de 1901 et se concentrent sur des sports de neige et de glace populaires en Europe du Nord et sur des expositions artistiques et culturelles ; ils sont organisés par la Suède à but touristique et nationaliste.
Après le succès du patinage artistique aux Jeux olympiques de 1908, le comité international olympique veut proposer le même sport aux Jeux olympiques de 1912 à Stockholm, mais la proposition est refusée pour ne pas faire de concurrence aux Jeux nordiques.
Aux Jeux olympiques de 1920, le hockey sur glace est au programme, sans opposition des Jeux nordiques parce qu'il s'agit d'un sport d'origine canadienne. L'année suivante, le CIO recommande que les compétitions multi-sports d'hiver dans les pays qui organisent des Jeux olympiques et où il est possible d'organiser des compétitions de sports d'hiver soient mises sous tutelle du CIO. La même année, le CIO organise une semaine des sports d'hiver à Chamonix du 24 janvier au 5 février 1924. L'année suivante, le CIO décide de rétroactivement reconnaître cette semaine comme les premiers Jeux olympiques d'hiver et d'entériner l'existence de ces derniers. Les Jeux nordiques cessent d'être organisés en 1926.

### Stations de sports d'hiver
Les stations de sports d'hiver naissent surtout par une discipline principale, le ski alpin. Or, avec le temps, cette activité unique est remise en question, notamment en raison de transformations organisationnelles puis écologiques. En France, elles viennent essentiellement du plan neige, jusqu'au coup d'arrêt en 1985 de la Loi montagne qui instaure une taxe sur les remontées mécaniques et rend les secours payants pour le ski de fond et le ski alpin. Quelques stations sont très prospères, mais d'autres, en parituclier les stations de moyenne montagne, en souffrent et doivent s'ouvrir à de nouvelles activités touristiques et sportives, un effet aggravé par le changement climatique.

## Définitions
L'expression « sports d'hiver » apparaît à la fin du XIXe siècle pouvant alors désigner les sports pratiqués l'hiver (le ski, le patin à glace ou encore le bobsleigh) ou « en raison des conditions météorologiques, glace, neige, indispensables à son fonctionnement ». Ils s'opposent aux sports d'été, qui englobent tous les sports n'étant pas des sports d'hiver.
Cette définition, bien que communément admise, reste incomplète. Elle se base sur un rythme des saisons qui ne s'applique pas du monde entier : dans de nombreuses régions, l'hiver est peu différent de l'été, ou plus humide sans être plus froid. De nombreuses régions du monde n'ont jamais de neige et de glace naturelle permettant la pratique de sports d'hiver en extérieur, quelle que soit la période de l'année. D'autres pays pratiquent des sports exclusivement l'hiver sans qu'ils ne soient des sports d'hiver : c'est le cas du cricket en intérieur en Nouvelle-Zélande ou du football au Royaume-Uni, historiquement en hiver pour laisser l'été au cricket. Avant l'établissement des Jeux olympiques d'hiver, la Grande-Bretagne définit les sports d'hiver comme le football, le rugy, le netball et le hockey sur gazon, tandis que les sports d'été sont le tennis, le cricket et l'athlétisme.
Le fait que les sports, d'hiver ou d'été, soient de plus en plus souvent pratiqués en intérieur rend de plus la saisonnalité caduque.

## Typologie

### Glace ou neige
Au sein de ces sports d'hiver se distinguent deux familles selon la Revue Olympique en 1908 : les sports de glace c'est-à-dire le patinage sous toutes ses formes, et les sports de neige c'est-à-dire le ski, la luge ou le bobsleigh, cependant cette distinction n'est pas figée dans le temps puisqu'aujourd'hui le bobsleigh, la luge ou le skeleton peuvent être considérés comme des sports de glace.
Une autre typologie commune est de différencier trois catégories : patinage, ski et glisse.

### Sports d'hiver olympiques
Certains sports d'été pratiqués en intérieur, donc sans besoins météorologiques, ont été transférés aux Jeux d'hiver sans succès dans les années 1960 et 1970, notamment la boxe, l'escrime et le basketball, afin de rééquilibrer les deux versions des Jeux. Toutes ces tentatives ont échoué.

## Rôle de l'environnement naturel

### Adaptation
En cas de basse température, on utilisera au contraire des vêtements chauds, en particulier pour les extrémités (doigts, orteils…) qui pourraient facilement subir de graves gelures: c'est le cas typique de l'alpinisme d'altitude ou hivernal. Les nageurs en eau froide se trouvent eux aussi soumis à l'hypothermie d'autant plus rapidement que la température de l'eau est basse; préventivement, ils utilisent une combinaison de plongée ou enduisent leur corps de graisse.
Quelle que soit la température, le vent ou la vitesse du sportif augmentent considérablement les échanges thermiques par convection: aussi, les sportifs qui sont dans ce cas augmenteront particulièrement les précautions.
De même, l'humidité accélère considérablement les échanges thermiques, rendant beaucoup plus difficiles à supporter les froids et chaleurs humides que secs.
Les sports de nature ont une capacité presque perpétuelle à se renouveler en changent constamment de détails, avec le retour à la mode de sports presque disparus comme les raquettes à neige ou le traîneau à chiens.

### Conséquences du changement climatique
Le dérèglement climatique affecte profondément l'ensemble des sports d'hiver. L'augmentation des températures entraîne une diminution de l'enneigement naturel, une dégradation de la qualité de la neige et un raccourcissement des saisons hivernales. Ces changements provoquent l'annulation ou le report de nombreuses compétitions, modifient les calendriers sportifs et compliquent la préparation des athlètes. Pour pallier ces difficultés, les sportifs et les fédérations ont recours à des entraînements sur glaciers, des camps organisés dans l'hémisphère sud, ou encore à des infrastructures indoor telles que les snow tunnels. Ces adaptations entraînent une logistique plus lourde et une augmentation des coûts.

### Effets du sport d'hiver sur l'environnement
Les sports d'hiver contribuent également au dérèglement climatique. La généralisation de la production de neige artificielle, essentielle pour garantir la pratique en station malgré le manque d'enneigement, implique une consommation accrue d'eau et d'énergie. Par ailleurs, les déplacements massifs des athlètes, du personnel encadrant et des spectateurs génèrent une forte empreinte carbone. Certaines fédérations et organisateurs commencent à réfléchir à des mesures pour réduire cet impact environnemental, mais la transformation durable des pratiques reste un défi majeur.

## Institutions

### Organisations et fédérations
L'Association des fédérations internationales olympiques des sports d'hiver est une fédération sportive internationale regroupant les fédérations ayant pris part au programme des Jeux olympiques d'hiver. Elle comporte 7 fédérations.
L'Union internationale de patinage inclut les sports de patinage de vitesse et artistique et est séparée de la Fédération internationale de hockey sur glace et de la Fédération mondiale de curling.
La Fédération internationale de ski et de snowboard n'inclut pas l'Union internationale de biathlon.
La Fédération internationale de bobsleigh et de tobogganing gère le bobsleigh et le skeleton, et la luge appartient à la Fédération internationale de luge de course.

## Économie du sport d'hiver
Aux États-Unis, l'industrie des loisirs d'hiver génère un chiffre d'affaires de 67 milliards de dollars par an et est liée à 900 000 emplois. La principale région est celle des montagnes Rocheuses.

## Infrastructures

### En intérieur
De plus en plus de sports d'hiver sont pratiqués en intérieur, avec des patinoires mais aussi des snow tunnels pour le ski.

### En extérieur

#### Neige artificielle
En 1932, aux Jeux olympiques d'hiver à Lake Placid, de la neige est importée depuis le Canada ; en 1980, de la neige artificielle est utilisée pour la première fois aux Jeux olympiques dans la même ville.

## Sport et société

### Démographie
Son développement est lié aux conditions sociales et culturelles - le ski de fond possède des origines paysannes, populaires et rurales, pendant que le patinage est un loisir plutôt urbain, enfin le bobsleigh peut être attaché à l'élite.

### Répartition dans le monde
La saison froide n'étant pas universelle, les sports d'hiver ne le sont pas non plus. Ils sont généralement plus populaires dans les pays ayant un hiver avec neige naturelle, notamment dans les pays nordiques et en Amérique du Nord. Les avancées scientifiques plus récentes permettent aux pays riches sans hiver froid de construire des infrastructures permettant la pratique en intérieur.
Les Jeux olympiques d'été de 2008 voient la présence de 204 Comités nationaux olympiques, pour seulement 82 aux Jeux d'hiver deux ans plus tard.